# Клиент-серверная СУБД
Клиент-серверная СУБД — СУБД, использующая технологию «клиент-сервер».
Клиент-серверная СУБД позволяет обмениваться клиенту и серверу минимально необходимыми объёмами информации. При этом основная вычислительная нагрузка ложится на сервер баз данных. Клиент может выполнять функции предварительной обработки перед передачей информации серверу, но в основном его функции заключаются в организации доступа пользователя к серверу.
В большинстве случаев клиент-серверная СУБД гораздо менее требовательна к пропускной способности вычислительной сети, чем файл-серверная СУБД (в которой нет выделенного сервера баз данных: база данных централизованно хранится на файл-серверах, а экземпляры СУБД находятся на клиентах — рабочих станциях), особенно при выполнении операции поиска в базе данных по заданным пользователем параметрам, так как для поиска нет необходимости получать на клиент весь массив данных: клиент передаёт параметры запроса серверу, а сервер производит поиск по полученному запросу в локальной базе данных. Результат выполнения запроса, который обычно на несколько порядков меньше по объёму, чем весь массив данных, возвращается клиенту, который обеспечивает отображение результата пользователю.